# Konkurs Piosenki Eurowizji 1973
18. Konkurs Piosenki Eurowizji 1973 został zorganizowany 7 kwietnia 1973 roku w mieście Luksemburg przez luksemburgskiego nadawcę publicznego Compagnie Luxembourgeoise de Télédiffusion (CLT), dzięki zwycięstwu Vicky Leandros, reprezentantki kraju w konkursie w 1972 roku.
Finał konkursu, który prowadziła Helga Guitton, wygrała Anne-Marie David, reprezentantka Luksemburga z utworem „Tu te reconnaîtras” autorstwa Vline Buggy i Claude’a Morgana, za który otrzymała łącznie 129 punktów.

## Organizacja
Podczas konkursu w 1973 roku zniesiono zasadę narzucającą każdemu uczestnikowi śpiewania piosenki w swoim ojczystym języku. 
W świetle wydarzeń z Letnich Igrzysk Olimpijskich 1972 w Monachium obawiano się ataku terrorystycznego, związanego z pierwszym w historii konkursu udziałem Izraela, co doprowadziło do niezwykle napiętego bezpieczeństwa podczas całej imprezy. Według brytyjskiego dziennikarza i komentatora widowiska, Terry’ego Wogana, kierownik piętra miał stanowczo zalecać publiczności siedzenie podczas oklaskiwania występów, co miało przestrzec widzów przed postrzeleniem przez siły bezpieczeństwa.
Zwycięska piosenka „Tu te reconnaîtras” zdobyła najwyższy możliwy wynik w historii konkursu, jaki kiedykolwiek można byłoby osiągnąć w ówczesnym formacie głosowania (129 punktów na 160 możliwych, co dało ok. 81% maksymalnej liczby punktów).

## Kontrowersje

### Oskarżenia o plagiat
Autorzy hiszpańskiej propozycji „Eres tú” zespołu Mocedades zostali oskarżeni o naruszenie praw autorskich oraz plagiat utworu „Brez besed” Berty Ambrož, jugosłowiańskiej propozycji z konkursu w 1966 roku. Numer nie został jednak wycofany ze stawki konkursowej i zajął ostatecznie drugie miejsce, stając się także międzynarodowym przebojem. 

### Spór w irlandzkiej delegacji
Podczas prób do występu w finale konkursu reprezentantka Irlandii, Maxi, wpadła w spór ze swoją delegacją. Ekipa nie zgadzała się ze sobą w kontekście prezentacji scenicznej krajowej piosenki. W trakcie prób technicznych artystka kilkakrotnie przerywała występ, co sprowokowało krajową stację Raidió Teilifís Éireann do wybrania piosenkarki Tiny Reynold na ewentualną zastępczynię reprezentantki. Ostatecznie w barwach kraj wystąpiła Maxi, która zajęła dziesiąte miejsce w finale. 

### Kontrowersyjne słowa piosenek
Słowa piosenki „Tourada” reprezentującej Portugalię zostały zrozumiane przez niektórych jako atak na upadającą dyktaturę w kraju. Poza tym, w tekście utworu „You’re Summer” reprezentującej Szwecję zostało użyte słowo „piersi”. EBU nie powzięła żadnego działania w obu sprawach.

## Kraje uczestniczące
W 18. Konkursie Piosenki Eurowizji wzięli udział reprezentanci siedemnastu krajowych nadawców publicznych, w tym debiutująca telewizja z Izraela. Z udziału w widowisku zrezygnowali nadawcy z Austrii i Malty, który wycofał się z powodu zajmowania ostatniego miejsca w dwóch poprzednich finałach.

### Powracający artyści
W konkursie w 1973 roku wzięło udział kilku wykonawców, którzy wystąpili w widowisku w poprzednich latach. Marion Rung po raz drugi została reprezentantką Finlandii, wcześniej będąc przedstawicielką kraju w finale konkursu w 1962 roku. Reprezentantem Wielkiej Brytanii po raz drugi został Cliff Richard, który zaśpiewał w barwach kraju w finale imprezy w 1968 roku. Reprezentujący Włochy Massimo Ranieri wystąpił wcześniej w finale widowiska w 1971 roku.

### Dyrygenci
Podobnie jak w poprzednich latach, każdej prezentacji scenicznej towarzyszyła orkiestra. Monique Dominique ze Szwecji została pierwszą panią dyrygent w historii konkursu.

- Belgia – Francis Bay
- Finlandia – Ossi Runne
- Francja – Jean Claudric
- Niemcy – Günther-Eric Thöner
- Irlandia – Colman Pearce
- Izrael – Nurit Hirsh
- Włochy – Enrico Polito
- Luksemburg – Pierre Cao
- Monako – Jean-Claude Vannier
- Holandia – Harry van Hoof
- Norwegia – Carsten Klouman
- Portugalia – Jorge Costa Pinto
- Hiszpania – Juan Carlos Calderón
- Szwecja – Monica Dominique
- Szwajcaria – Hervé Roy
- Wielka Brytania – David McKay
- Jugosławia – Esad Arnautalić

## Wyniki

### Finał
| L.p. | Państwo         | Język             | Artysta            | Piosenka                   | Miejsce | Punkty |
| ---- | --------------- | ----------------- | ------------------ | -------------------------- | ------- | ------ |
| 01   | Finlandia       | angielski         | Marion Rung        | „Tom Tom Tom”              | 6       | 93     |
| 02   | Belgia          | niderlandzki      | Nicole & Hugo      | „Baby, Baby”               | 17      | 58     |
| 03   | Portugalia      | portugalski       | Fernando Tordo     | „Tourada”                  | 10      | 80     |
| 04   | Niemcy          | niemiecki         | Gitte              | „Junger Tag”               | 8       | 85     |
| 05   | Norwegia        | angielski         | Bendik Singers     | „It’s Just a Game”         | 7       | 89     |
| 06   | Monako          | francuski         | Marie              | „Un train qui part”        | 8       | 85     |
| 07   | Hiszpania       | hiszpański        | Mocedades          | „Eres tú”                  | 2       | 125    |
| 08   | Szwajcaria      | francuski         | Patrick Juvet      | „Je vais me marier, Marie” | 12      | 79     |
| 09   | Jugosławia      | serbsko-chorwacki | Zdravko Čolić      | „Gori vatra”               | 15      | 65     |
| 10   | Włochy          | włoski            | Massimo Ranieri    | „Chi sarà con te”          | 13      | 74     |
| 11   | Luksemburg      | francuski         | Anne-Marie David   | „Tu te reconnaîtras”       | 1       | 129    |
| 12   | Szwecja         | angielski         | Nova and The Dolls | „You're Summer”            | 5       | 94     |
| 13   | Holandia        | niderlandzki      | Ben Cramer         | „De oude muzikant”         | 14      | 69     |
| 14   | Irlandia        | angielski         | Maxi               | „Do I Dream”               | 10      | 80     |
| 15   | Wielka Brytania | angielski         | Cliff Richard      | „Power to All Our Friends” | 3       | 123    |
| 16   | Francja         | francuski         | Martine Clémenceau | „Sans toi”                 | 15      | 65     |
| 17   | Izrael          | hebrajski         | Ilanit             | „Ey szam”                  | 4       | 97     |

### Tabela punktacyjna finału
|                                                        |                 | Punkty jurorskie |            |        |          |        |           |            |            |        |            |         |          |          |                 |         |        |    |   |
| Suma punktów                                           | Finlandia       | Belgia           | Portugalia | Niemcy | Norwegia | Monako | Hiszpania | Szwajcaria | Jugosławia | Włochy | Luksemburg | Szwecja | Holandia | Irlandia | Wielka Brytania | Francja | Izrael |    |   |
| Uczestnicy konkursu                                    | Finlandia       | 93               |            | 9      | 5        | 6      | 6         | 5          | 6          | 6      | 7          | 2       | 6        | 7        | 5               | 5       | 9      | 4  | 5 |
| Uczestnicy konkursu                                    | Belgia          | 58               | 4          |        | 3        | 4      | 3         | 6          | 6          | 4      | 4          | 2       | 4        | 2        | 3               | 4       | 5      | 2  | 2 |
| Uczestnicy konkursu                                    | Portugalia      | 80               | 4          | 6      |          | 5      | 5         | 4          | 8          | 8      | 6          | 3       | 4        | 2        | 5               | 4       | 5      | 6  | 5 |
| Uczestnicy konkursu                                    | Niemcy          | 85               | 2          | 5      | 6        |        | 4         | 5          | 9          | 7      | 4          | 3       | 7        | 6        | 5               | 6       | 5      | 7  | 4 |
| Uczestnicy konkursu                                    | Norwegia        | 89               | 8          | 5      | 5        | 6      |           | 7          | 6          | 7      | 6          | 5       | 7        | 3        | 3               | 3       | 3      | 6  | 9 |
| Uczestnicy konkursu                                    | Monako          | 85               | 6          | 3      | 2        | 4      | 3         |            | 6          | 5      | 9          | 8       | 6        | 4        | 5               | 6       | 9      | 5  | 4 |
| Uczestnicy konkursu                                    | Hiszpania       | 125              | 3          | 8      | 9        | 9      | 4         | 9          |            | 8      | 9          | 10      | 8        | 7        | 10              | 10      | 4      | 9  | 8 |
| Uczestnicy konkursu                                    | Szwajcaria      | 79               | 4          | 3      | 3        | 4      | 7         | 5          | 7          |        | 6          | 4       | 6        | 3        | 8               | 7       | 7      | 2  | 3 |
| Uczestnicy konkursu                                    | Jugosławia      | 65               | 5          | 3      | 3        | 4      | 2         | 5          | 8          | 6      |            | 2       | 4        | 2        | 4               | 5       | 4      | 4  | 4 |
| Uczestnicy konkursu                                    | Włochy          | 74               | 2          | 5      | 3        | 5      | 5         | 5          | 5          | 7      | 5          |         | 5        | 5        | 4               | 4       | 5      | 5  | 4 |
| Uczestnicy konkursu                                    | Luksemburg      | 129              | 6          | 6      | 8        | 7      | 8         | 7          | 6          | 10     | 9          | 9       |          | 8        | 9               | 8       | 10     | 10 | 8 |
| Uczestnicy konkursu                                    | Szwecja         | 94               | 8          | 4      | 4        | 5      | 8         | 5          | 7          | 9      | 6          | 5       | 6        |          | 6               | 5       | 7      | 4  | 5 |
| Uczestnicy konkursu                                    | Holandia        | 69               | 4          | 4      | 2        | 5      | 5         | 4          | 5          | 5      | 5          | 4       | 7        | 3        |                 | 5       | 3      | 6  | 2 |
| Uczestnicy konkursu                                    | Irlandia        | 80               | 3          | 7      | 2        | 4      | 6         | 6          | 7          | 5      | 5          | 5       | 6        | 5        | 6               |         | 5      | 4  | 4 |
| Uczestnicy konkursu                                    | Wielka Brytania | 123              | 9          | 6      | 6        | 7      | 7         | 8          | 4          | 8      | 8          | 5       | 10       | 9        | 10              | 9       |        | 8  | 9 |
| Uczestnicy konkursu                                    | Francja         | 65               | 4          | 3      | 2        | 4      | 4         | 5          | 5          | 4      | 7          | 2       | 3        | 5        | 5               | 5       | 5      |    | 2 |
| Uczestnicy konkursu                                    | Izrael          | 97               | 6          | 6      | 5        | 7      | 5         | 7          | 4          | 6      | 7          | 7       | 8        | 6        | 6               | 7       | 5      | 5  |   |
| Kraje w tabeli są uporządkowane w kolejności występów. |                 |                  |            |        |          |        |           |            |            |        |            |         |          |          |                 |         |        |    |   |